# Mel·lífer cardenal
El mel·lífer cardenal (Myzomela cardinalis) és un ocell de la família dels melifàgids (Meliphagidae).

## Hàbitat i distribució
Viu als clars del bosc de les Illes Salomó, a Makira, Ugi, Rennell, illes Santa Cruz, Vanuatu, illes de la Lleialtat i Samoa.